# Afterlife (1978)
Afterlife ist ein kanadischer animierter Kurzfilm von Ishu Patel aus dem Jahr 1978. Der französische Titel des Films lautet Après la vie.

## Handlung
Ein Licht leuchtet rhythmisch auf, ein Mann stirbt. Seine Seele löst sich von ihm. Es folgen, rot und gold-gelb durchleuchtet, kunstvolle Formen und Kompositionen, große und kleine Gebilde, Menschen, die sich in Pferde verwandeln und Pferdeköpfe, die zu Menschenköpfen werden. Männer bekommen Flügel und verschmelzen in neue Formen, Kreise erweisen sich als Köpfe und verschmelzen zu neuen Gebilden. Am Ende bleibt ein pulsierendes weißes Licht, das nach einer Weile erlischt.

## Produktion
Ein Sachbuch von Elisabeth Kübler-Ross über Nahtoderfahrungen inspirierte Ishu Patel zu seinem Animationsfilm Afterlife. Zufällig entdeckte Patel während der Arbeit am Film die Lichteffekte hinter- oder unterleuchteter Knetmasse, die je nach Dicke der Masse unterschiedlich ausfallen. Er setzte diese Animationstechnik erstmals bei Afterlife um. Die Bilder werden von Herbie Manns Interpretation des Stückes In Tangier von David Mills musikalisch begleitet.
Patel nannte Afterlife einen „mystischen Film“.

## Auszeichnungen
Afterlife gewann 1978 den Montréal Grand Prize des Montréal World Film Festival sowie einen Genie Award (damals noch Etrog) als bester Animationsfilm. Im folgenden Jahr erhielt er den Grand Prix (später Cristal d’Annecy) des Festival d’Animation Annecy.